# آلکالیژنس
آلکالیژنس نوعی باکتری گرم منفی، هوازی و میله ای شکل است. گونه‌ها متحرک با تاژک دوزیستی هستند و بندرت غیر متحرک هستند. آلکالیژنس یک تیره باکتری غیر تخمیر (در خانواده Alcaligenaceae) است. بعلاوه، برخی از سویه‌های آلکالیژنس قادر به تنفس بی هوازی هستند، اما باید در حضور نیترات یا نیتریت باشند. در غیر این صورت، متابولیسم آنها تنفسی است و هرگز تخمیر نمی‌شود. آلکالیژنس از کربوهیدرات استفاده نمی‌کند. سویه‌های آلکالیژنس‌ها (مانند A. faecalis) بیشتر در مجاری روده ای مهره‌داران، مواد در حال پوسیدگی، محصولات لبنی، آب و خاک یافت می‌شوند. آنها را می‌توان از مجاری تنفسی و دستگاه گوارش و زخم‌های بیماران بستری جدا کرد تا مانع از به خطر افتادن سیستم ایمنی شوند. آنها گاهی اوقات علت عفونت‌های فرصت طلب، از جمله سپتیسمیبیمارستانی هستند.
آلکالیژنس‌های مدفوع در بیماران مبتلا به نقص ایمنی باعث سپتیسمی بیمارستانی می‌شود که ناشی از همودیالیز آلوده یا مایعات داخل وریدی است.
گونه‌های آلکالیژنز برای تولید صنعتی اسیدهای آمینه غیر استاندارد استفاده شده‌است. A. eutrophus همچنین بیوپلیمر پلی هیدروکسی بوتیرات را تولید می‌کند.

## نام
نام Alcaligenes ریشه در زبان عربی و یونانی دارد و به معنی "تولید قلیایی " است. این باکتری در سال ۱۹۱۹ نامگذاری شد.